# Савин лук
Савин лук је бијели лук, којег је народна легенда у Црној Гори тако назвала по Светом Сави. Назив је везан за култ Светог Саве на простору данашње Црне Горе.
Павле Ровински је записао да је у тадашњој Црној Гори о Светом Сави било много анегдота, посебно везаних за неки локалитет, као Савин кук, Савина вода на Дурмитору... и да се чак и једна биљка по њему називала - Савин лук. Милорад Савељић, чувар светиња на Градини Мартинићкој је за Светигору испричао сачувану народну легенду о луку Светог Саве. Од Ђевич града на једном брдашцу, тече ка Спужу поток Риманич. Ту је и Савин лук. Прво је био Растков, Ратков лук, по Растку Немањићу, а касније га је народ прозвао Савин лук. По легенди, Растко је као дјечак у војној бази, као и остали војници, добијао доручак, а за доручак је свако морао да добија чесан или два бијелог лука. Он је то мрзио, као дијете. И како има једна стијена према потоку Риманичу, он је сједио иза бедема и тајно је преко рамена бацао тај лук доље. Лук је доље падао 30-40 метара и ту је остајао. Војници су касније угледали лук и изненађено констатовали да ниче у стијени. Отац осамдесеттрогодишњег (2021.) Милорада Савељића је ишао да бере тај лук, за Ђурђевдан. Да би стока била здрава, да би се добро музла и да не би боловала, свијећа и један струк тог лука би се стављали изнад улаза штале или појате, тора. Његова баба, отац и његов брат од стрица су му причали како су ишли по тај лук. Носили би један уривак, јер је стијена, па би се тамо неко од њих везао, и тако би се спуштао на тај уривак. Одлазили су у групи по 10-15 људи, али су брали само три струка, јер ако би брали више, не би било довољно за друге, а то је свето. Тај лук и данас постоји на тој локацији, али данас више нико тамо не иде.